# مرلي أنتوني
مرلي أنتوني (بالإنجليزية: George Merlyn Anthony)‏ هو لاعب كرة قاعدة أمريكي، ولد في 26 أبريل 1926 في ماريسفيل في الولايات المتحدة، وتوفي في 2 فبراير 1993 في يوبا سيتي في الولايات المتحدة.